# Fritz Brüderlein

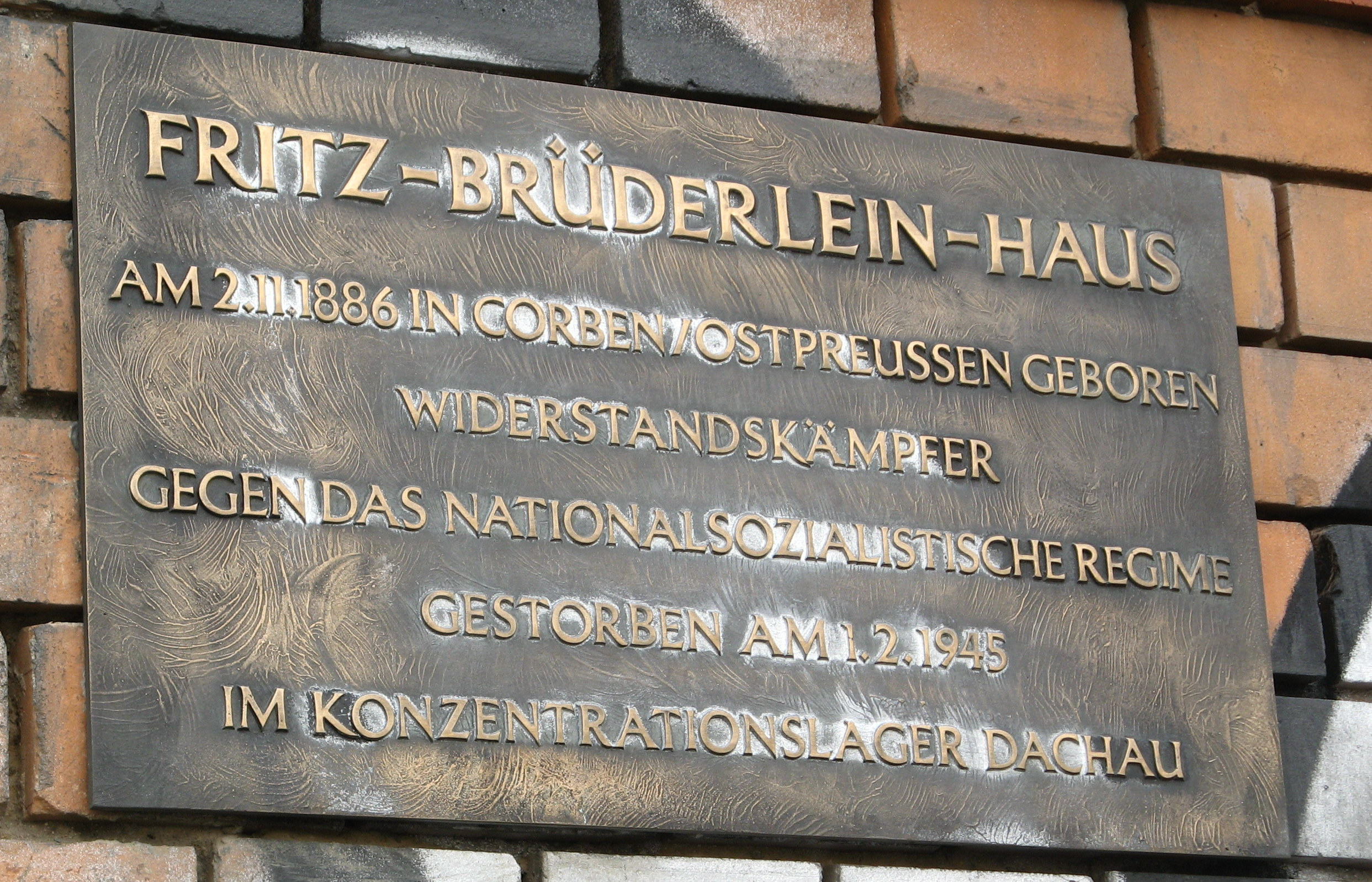
Gedenktafel für Fritz Brüderlein, Wiesbaden-Schierstein

Fritz Brüderlein (* 2. November 1886 in Corben/Ostpreußen; † 1. Februar 1945 in Dachau) war ein deutscher Widerstandskämpfer gegen die nationalsozialistische Gewaltherrschaft.
Er war Mitglied der SPD und starb im Konzentrationslager Dachau.
Im Wiesbadener Vorort Schierstein erinnert das nach ihm benannte Fritz-Brüderlein-Nachbarschaftshaus an ihn. Eine dort angebrachte Gedenktafel nennt seine Lebensdaten.

## Quelle
- spd-biebrich.de (Memento vom 30. Oktober 2017 im Internet Archive)

| Personendaten    | Personendaten                                                                  |
| ---------------- | ------------------------------------------------------------------------------ |
| NAME             | Brüderlein, Fritz                                                              |
| KURZBESCHREIBUNG | deutscher Widerstandskämpfer gegen die nationalsozialistische Gewaltherrschaft |
| GEBURTSDATUM     | 2. November 1886                                                               |
| GEBURTSORT       | Corben, Ostpreußen                                                             |
| STERBEDATUM      | 1. Februar 1945                                                                |
| STERBEORT        | Dachau                                                                         |